# 민디 콘

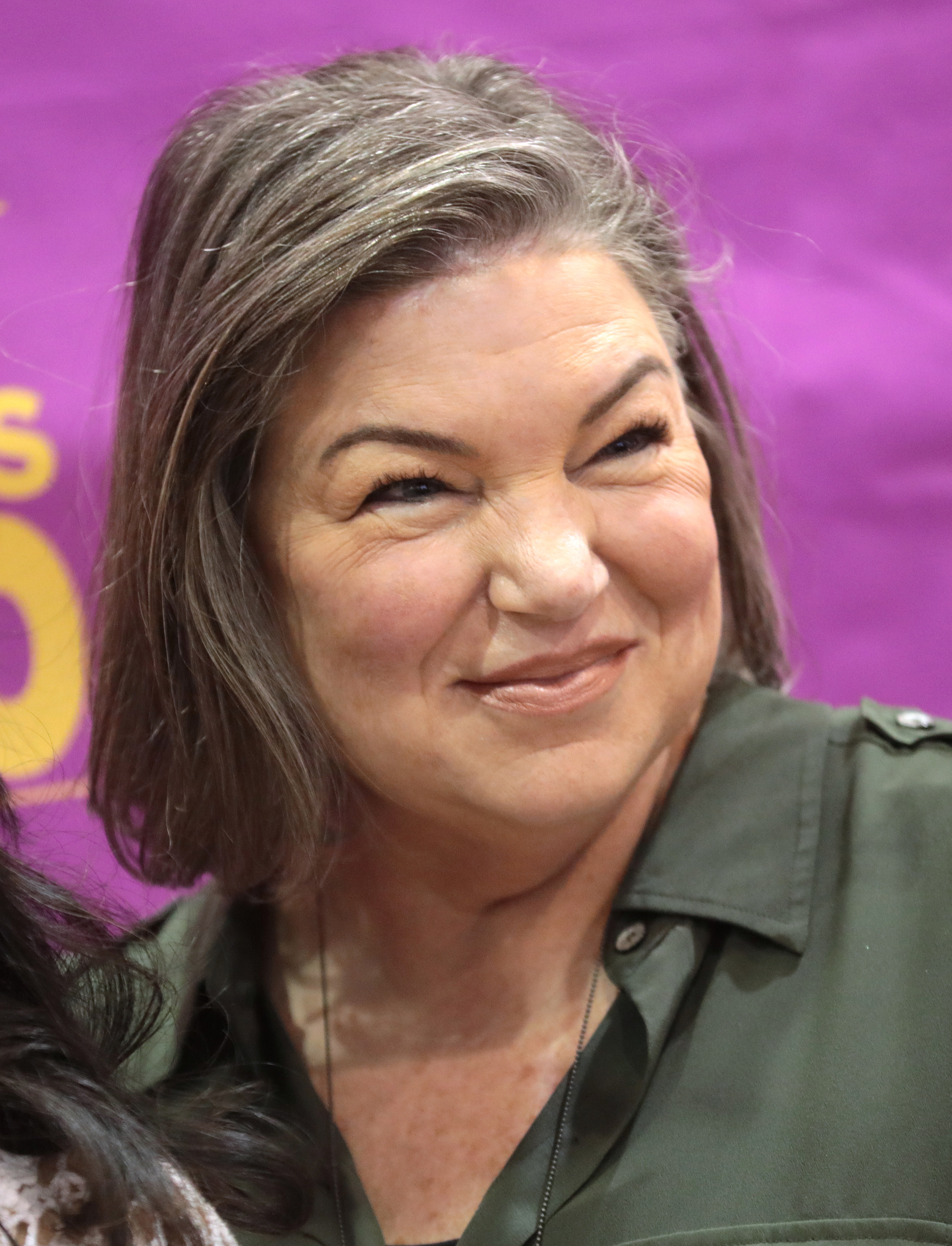

민디 콘(Mindy Cohn, 1966년 5월 20일 ~ )는 미국의 배우, 가수, 성우이다.
로스앤젤레스에서 태어났다.

## 영화
- 어 나이스 걸 라이크 유 (2020년)
- 유아 킬링 미 (2015, You're Killing Me)
- 오퍼레이션 메리지 (2014년)
- 홀리데이 로드 트립 (2013년)
- 스쿠비-두! 뮤직 오브 더 뱀파이어 (2011년)
- 스쿠비 두! 캠프 스케어 (2010년)
- 스쿠비 두! 미스테리 인코퍼레이트 (2010년)
- 바이올렛 텐던시 (2010년)
- 스쿠비 두 앤 더 사무라이 스워드 (2009년)
- 섹스 앤 데스 (2007년) - 트릭시 역
- 더 써드 위시 (2005년)
- 스윙 (2004년)
- 21 점프 스트리트 (1987년)
- 하늘로 날아간 소년 (1986년)
- 신나는 개구쟁이 (1978년)